# Cathode chaude

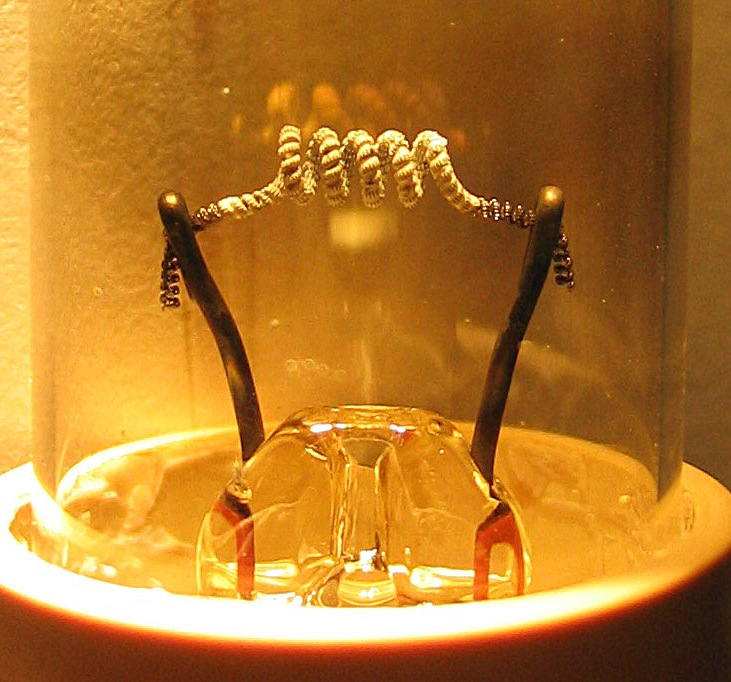
Filament de tungstène dans une lampe à décharge au mercure basse pression émettant des électrons. Pour augmenter l'émission thermoïonique, un revêtement blanc visible sur la partie centrale de la bobine est appliqué. Typiquement constitué d'un mélange d'oxydes de baryum, de strontium et de calcium, le revêtement est détruit au fur et à mesure de l'utilisation de la lampe, conduisant à sa défaillance.

Dans les tubes à vide et les tubes à gaz, une cathode chaude ou cathode thermoionique est une électrode chauffée afin d'émettre des électrons par émission thermoionique. Elle s'oppose à la cathode froide, qui ne possède pas d'élément chauffant, et qui repose sur une émission par effet de champ ou une émission d'électrons secondaires issue d'un bombardement par des ions positifs.
L'élément chauffant d'une cathode chaude est généralement un filament électrique chauffé par un courant électrique dédié le traversant. Les cathodes chaudes ont généralement une puissance par unité de surface beaucoup plus élevée que les cathodes froides, émettant beaucoup plus d'électrons pour la même surface. Il existe deux types de cathodes chaudes: dans une cathode chauffée directement, le filament est la cathode et émet les électrons. Dans une cathode chauffée indirectement, le filament ou un dispositif de chauffage chauffe une cathode métallique émettrice séparée.
Des années 1920 aux années 1960, une grande variété d'appareils électroniques utilisaient des tubes à vide à cathode chaude. Aujourd'hui, les cathodes chaudes sont utilisées comme source d'électrons dans les tubes fluorescents, les tubes à vide et les canons à électrons utilisés dans les tubes cathodiques et les équipements de laboratoire tels que les microscopes électroniques.

## La description
Une électrode cathodique dans un tube à vide est une surface métallique qui émet des électrons dans le vide du tube. Les électrons chargés négativement étant attirés par les noyaux positifs des atomes du métal, ils restent normalement à l'intérieur du métal et nécessitent de l'énergie pour le quitter. Cette énergie s'appelle le travail de sortie du métal. Dans une cathode chaude, la surface de la cathode est amenée à émettre des électrons en la chauffant avec un filament, un fil fin en métal réfractaire comme du tungstène, traversé par un courant,. La cathode est chauffée à une température telle que les électrons «s'évaporent» de sa surface dans l'espace vide du tube, processus appelé émission thermoionique.
Il existe deux types de cathodes chaudes:
Cathode chauffée directement
Ce type de cathode, le filament constitue lui-même la cathode et émet directement les électrons. Des cathodes directement chauffées ont été utilisées dans les premiers tubes à vide. Aujourd'hui, ils sont utilisés dans les tubes fluorescents et dans la plupart des tubes à vide pour forte puissance.
Cathode chauffée indirectement
Le filament et la cathode sont deux éléments distincts, le filament chauffe la cathode constituée d'un cylindre entourant le filament et ce cylindre émet les électrons. Les cathodes à chauffage indirect sont utilisées dans la plupart des tubes à vide de faible puissance. Par exemple, dans la plupart des tubes à vide, la cathode est un tube en nickel recouvert d'oxydes métalliques. Il est chauffé par un filament de tungstène à l'intérieur, et la chaleur dégagée par le filament provoque l'émission d'électrons par la surface extérieure du revêtement. Le filament d'une cathode à chauffage indirect est généralement appelé heater.
La principale raison d'utiliser une cathode à chauffage indirect est d'isoler le reste du tube à vide du potentiel électrique du filament, permettant aux tubes à vide d'utiliser un courant alternatif pour chauffer le filament. Un tube dans lequel le filament est la cathode, le champ électrique alternatif provenant de la surface du filament affecterait le mouvement des électrons et introduirait un ronflement dans la sortie du tube. Cela permet également de lier les filaments de tous les tubes d'un appareil électronique et de les alimenter à partir d'une même source de courant, les cathodes qu'ils chauffent pouvant être à des potentiels différents.

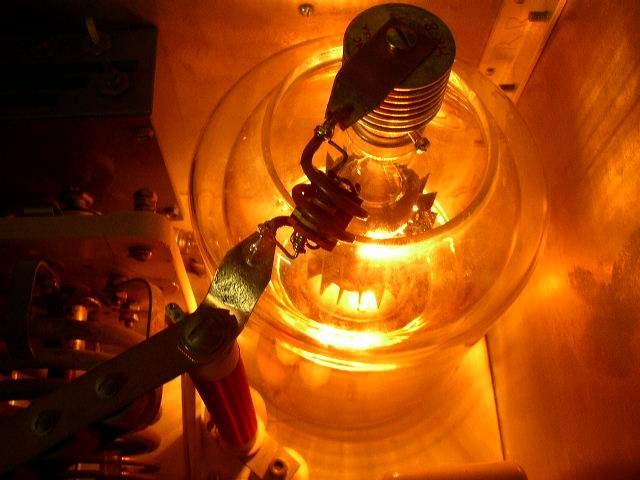
Luminescence d'une cathode chauffée directement dans un tétrode Eimac 4-1000A d'une puissance de 1 kW, dans un émetteur radio. Les cathodes chauffées directement fonctionnent à des températures plus élevées et produisent une lueur plus brillante. La cathode est derrière les autres éléments du tube et n'est pas visible.

Pour améliorer l'émission d'électrons, les cathodes sont généralement traitées avec des produits chimiques, composés de métaux à faible travail de sortie. Ceux-ci forment une couche métallique sur la surface qui émet plus d'électrons. Les cathodes traitées nécessitent moins de surface, une température plus faible et moins d'énergie pour fournir le même courant cathodique. Les filaments en tungstène thoriés non traités utilisés dans les premiers tubes à vide devaient être chauffés à 1 400 °C. Ils étaient chauffés à blanc pour produire une émission thermionique suffisante, tandis que les cathodes à revêtement moderne produisent beaucoup plus d'électrons pour une température donnée, et ne doivent être chauffées qu'à 425–600 °C,.

## Types de cathodes

### Cathodes revêtues d'oxyde
Le type le plus courant de cathode à chauffage indirect est la cathode revêtue d'oxyde, dans laquelle la surface de la cathode en nickel est revêtue d'oxyde d'un métal alcalino-terreux pour augmenter l'émission d'électrons. L'un des premiers matériaux utilisés était l'oxyde de baryum qui forme une couche monoatomique de baryum avec une fonction de travail extrêmement basse. Des formulations plus modernes utilisent un mélange d'oxyde de baryum, d'oxyde de strontium et d'oxyde de calcium. Une autre formulation standard est l'oxyde de baryum, l'oxyde de calcium et l'oxyde d'aluminium dans un rapport de 5: 3: 2. L'oxyde de thorium est également utilisé. Les cathodes revêtues d'oxydes fonctionnent à environ 800-1000 °C, et sont orange. Ils sont utilisés dans la plupart des petits tubes à vide en verre, mais rarement dans les tubes à forte puissance car le revêtement est dégradé par des ions positifs accélérés par la haute tension dans le tube qui bombardent la cathode.
Pour faciliter leur fabrication, les cathodes revêtues d'oxydes sont généralement recouvertes d'abord de carbonates, qui sont ensuite convertis en oxydes par chauffage. L'activation peut être réalisée par un chauffage par micro-ondes, par un chauffage via un courant électrique continu ou par bombardement d'électrons; le tube est sur pompe, jusqu'à ce que la production de gaz cesse. La pureté des matériaux cathodiques est cruciale pour la durée de vie du tube. Après le processus d'activation de la cathode, la teneur en baryum à la surface augmente considérablement jusqu'à plusieurs dizaines de nanomètres de profondeur. La durée de vie des cathodes à oxyde peut être évaluée avec une fonction exponentielle étirée. La durée de vie des sources d'électrons est significativement améliorée par un dopage élevé en activateur à grande vitesse.
L'oxyde de baryum réagit avec des traces de silicium dans le métal sous-jacent en formant une couche de silicate de baryum (Ba 2SiO 4). Cette couche a une résistance électrique élevée, en particulier sous une charge de courant discontinue, et constitue une résistance en série avec la cathode. Cela est particulièrement indésirable pour les tubes utilisés en informatique, qui peuvent rester sans conduire de courant pendant de longues périodes.
Le baryum se sublime également à partir de la cathode chauffée et se dépose sur les structures voisines. Pour les tubes électroniques, lorsque la grille est soumise à des températures élevées et que la contamination par le baryum facilite l'émission d'électrons par la grille elle-même, une proportion plus élevée de calcium est ajoutée au revêtement (jusqu'à 20% de carbonate de calcium).

### Cathodes de borure

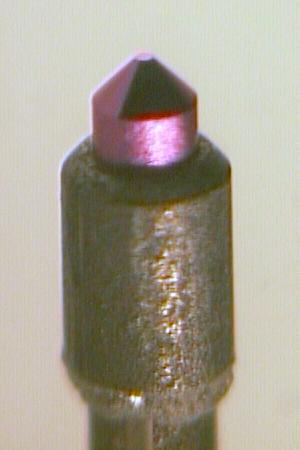
Cathode chaude d'hexaborure de lanthane

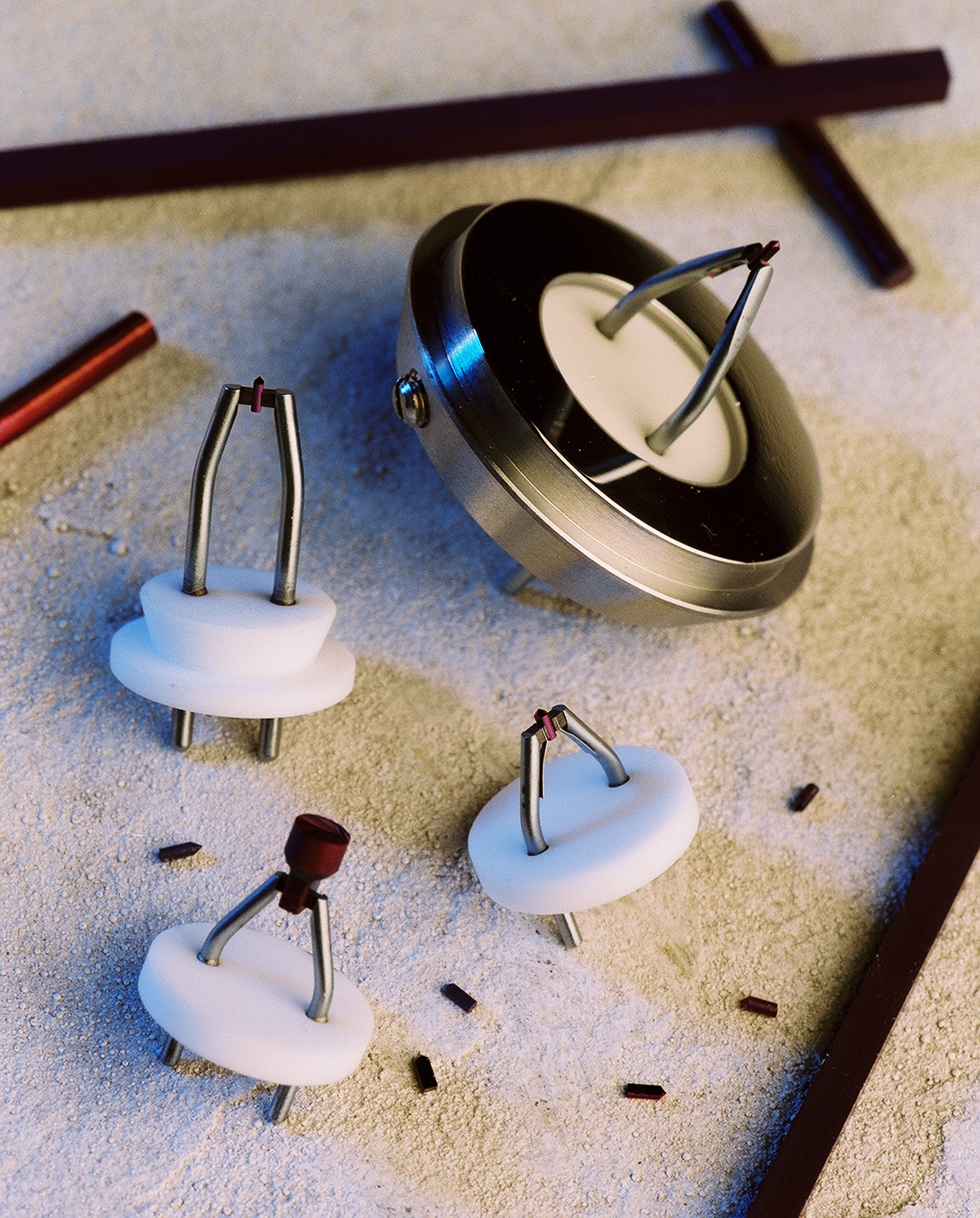
Cathodes chauds d'hexaborure de lanthane

L'hexaborure de lanthane (LaB6) et l'hexaborure de cérium (CeB6) sont utilisés comme revêtement de certaines cathodes à fort courant. Les hexaborures présentent une fonction de travail faible, autour de 2,5 eV. Ils sont également résistants à l'empoisonnement. Les cathodes de borure de cérium présentent un taux d'évaporation plus faible à 1700 K que le borure de lanthane, mais il devient égal au dessus de 1850 K. Les cathodes en borure de cérium ont une durée de vie une fois et demie supérieure à celle du borure de lanthane, grâce à sa plus grande résistance à la contamination au carbone. Les cathodes de borure sont environ dix fois plus émissives que celles en tungstène et ont une durée de vie 10-15 fois plus longue. Ils sont utilisés par exemple dans les microscopes électroniques, les tubes à micro-ondes, la lithographie à faisceau d'électrons, le soudage par faisceau d'électrons, les tubes à rayons X et les lasers à électrons libres. Cependant, ces matériaux sont souvent coûteux.
D'autres hexaborures peuvent également être utilisés, par exemple l'hexaborure de calcium, l'hexaborure de strontium, l'hexaborure de baryum, l'hexaborure d'yttrium, l'hexaborure de gadolinium, l'hexaborure de samarium et l'hexaborure de thorium.

### Filaments thoriés
Un type courant de cathode à chauffage direct, utilisé dans la plupart des tubes émetteurs de forte puissance, est le filament de tungstène thorié, découvert en 1914 et réalisé en pratique par Irving Langmuir en 1923. Une petite quantité de thorium est ajoutée au tungstène du filament. Le filament est chauffé vers 2 400 °C et les atomes de thorium migrent à la surface du filament et forment la couche émissive. Le chauffage du filament dans une atmosphère d'hydrocarbures cémente la surface et stabilise la couche émissive. Les filaments thoriés peuvent avoir une très longue durée de vie et résister au bombardement ionique qui se produit à haute tension, car des nouveaux atomes de thorium se diffuse continuellement à la surface, renouvelant ainsi la couche. Ils sont utilisés dans presque tous les tubes à vide haute puissance pour les émetteurs radio et dans certains tubes pour amplificateurs hi-fi. Leur durée de vie a tendance à être plus longue que celle des cathodes revêtues d'oxyde.

#### Alternatives au thorium
En raison d'inquiétudes concernant la radioactivité et la toxicité du thorium, des efforts ont été déployés pour trouver des solutions de remplacement. L'un d'eux est le tungstène zirconié, où le dioxyde de zirconium est utilisé au lieu du dioxyde de thorium. Les autres matériaux de remplacement sont l'oxyde de lanthane (III), l'oxyde d'yttrium (III), l'oxyde de cérium (IV) et leurs mélanges.

### Autres matériaux
En plus des oxydes et borures listés précédemment, d'autres matériaux peuvent également être utilisés tels que les carbures et les borures de métaux de transition, par exemple le carbure de zirconium, le carbure d'hafnium, le carbure de tantale, le diborure d'hafnium et leurs mélanges. Les métaux des groupes IIIB (scandium, yttrium et certains lanthanides, souvent du gadolinium et du samarium) et IVB (hafnium, zirconium, titane) sont généralement choisis.
En plus du tungstène, d'autres métaux et alliages réfractaires peuvent être utilisés, tels que le tantale, le molybdène et le rhénium et leurs alliages.
Afin d'inhiber la réaction chimique entre le métal sous-jacent et la couche d'émission, une couche barrière d'un autre matériau peut être placée entre eux. Son matériau doit résister aux températures élevées, avoir un point de fusion élevé, une pression de vapeur très basse et être électriquement conducteur. Les matériaux utilisés peuvent être, par exemple, le diborure de tantale, le diborure de titane, le diborure de zirconium, le diborure de niobium, le carbure de tantale, le carbure de zirconium, le nitrure de tantale et le nitrure de zirconium.

## Système de chauffage de la cathode
Le chauffage de la cathode se fait par un filament dans le tube à vide ou le tube cathodique. La cathode doit atteindre une certaine température pour fonctionner correctement, c'est pourquoi les anciens appareils électroniques avaient souvent besoin de temps pour "chauffer" après avoir été allumés; ce phénomène s'observait notamment dans les tubes cathodiques de certaines télévisions et moniteurs informatiques. La cathode était chauffée à une température qui provoque l'éjection des électrons de sa surface dans le vide du tube, processus appelé émission thermoionique. La température requise pour les cathodes à revêtement d'oxyde modernes est de 800 à 1 000 °C.
La cathode se présente généralement sous la forme d'une longue feuille de métal cylindrique au centre du tube. Le système de chauffage est constitué d'un filament fin ou d'un ruban, constitué d'un alliage métallique de forte résistance électrique tel que le nichrome, similaire à l'élément chauffant d'un grille-pain mais plus fin. Il traverse le centre de la cathode et est souvent enroulé sur de petits supports isolants ou plié en forme d'épingle à cheveux pour donner une surface suffisante pour produire la chaleur requise. Les filaments typiques ont un revêtement en céramique. Lorsqu'il est fortement plié aux extrémités du manchon de cathode, le fil est visible. Les extrémités du fil sont connectées électriquement à deux des nombreuses broches sortant de l'extrémité du tube. Lorsque le courant traverse le fil chauffé au rouge, la chaleur rayonnée atteint la surface interne de la cathode et la chauffe. La lueur rouge ou orange observable sur les tubes à vide en fonctionnement est produite par ce système de chauffage.
Il n'y a pas beaucoup de place dans la cathode, et la cathode touche souvent le fil chauffant. L'intérieur de la cathode est isolé par un revêtement d'alumine (oxyde d'aluminium) qui n'est pas un très bon isolant à haute température. Les tubes ont donc une tension maximale entre la cathode et le filament de chauffage, généralement de 200 à 300 V.
Les systèmes de chauffage nécessitent une alimentation basse tension et fort courant. Les tubes récepteurs miniatures consomment de l'ordre de 0,5 à 4 watts pour le chauffage, les tubes à haute puissance tels que les redresseurs ou les tubes de sortie consomment de l'ordre de 10 à 20 watts, et les tubes émetteurs pour télédiffusion peuvent nécessiter un kilowatt ou plus pour chauffer la cathode. La tension requise est généralement de 5 ou 6 volts alternatifs. Ils sont alimentés par un enroulement séparé sur le transformateur d'alimentation de l'appareil, qui fournit également les tensions plus élevées requises par les plaques des tubes et les autres électrodes. Une approche utilisée dans les récepteurs de radio et de télévision sans transformateur, tels que le All American Five, consiste à connecter tous les tubes de chauffage en série sur la ligne d'alimentation. Tous les systèmes de chauffage utilisant la même intensité, ils se partageaient la tension en fonction de leur spécification.
Les appareils radio fonctionnant sur batterie utilisaient une alimentation en courant continu pour les éléments chauffants (communément appelés filaments) et les tubes utilisés étaient conçus pour consommer le moins de puissance de filament possible, afin de minimiser les remplacements de batterie. Les derniers modèles de récepteurs radio équipés de tubes furent construits avec des tubes subminiatures utilisant moins de 50 mA pour le chauffage, mais ces modèles furent développés à peu près au même moment que les transistors, qui les remplacèrent.
Si des parasites issus du circuit de chauffage risquent de se coupler à la cathode, un courant continu est parfois utilisé pour l'alimentation du filament de chauffage. Ceci élimine une source de bruit dans les circuits audio ou des instrumentations sensibles.
La plus grande partie de l'énergie nécessaire au fonctionnement des tubes à faible puissance est consommée par le système de chauffage. Les transistors n'ont pas ce besoin, ce qui est souvent un avantage important.

## Pannes
Les couches émissives des cathodes avec revêtement se dégradent progressivement, et beaucoup plus rapidement lorsque la cathode est traversée par un courant trop élevé. Le résultat est une émission d'électrons plus faible et une diminution de la puissance des tubes, ou une diminution de la luminosité dans les tubes cathodiques.
Les électrodes activées peuvent se détériorer par contact avec l'oxygène ou avec d'autres produits chimiques (par exemple de l'aluminium ou des silicates). Ils peuvent être présents sous forme de gaz pénétrant dans le tube par des fuites ou libérés par dégazage ou migration des pièces de fabrication. Ce processus appelé empoisonnement de la cathode se traduit par une émissivité plus faible. Des tubes de haute fiabilité ont dû être développés pour le premier ordinateur Whirlwind, avec des filaments exempts de traces de silicium.
Les deux principales sources de défaillance des tubes à vide sont la dégradation lente de la couche émissive, et la brûlure soudaine du filament.

## Caractéristiques des cathodes chaude des tubes émetteurs
| Matériel            | Température de fonctionnement | Efficacité d'émission | Émission spécifique |
| ------------------- | ----------------------------- | --------------------- | ------------------- |
| Tungstène           | 2500 K                        | 5 mA / W              | 500 mA/cm2          |
| Tungstène thorié    | 2000 K                        | 100 mA / W            | 5 A/cm2             |
| Couche d'oxyde      | 1000 K                        | 500 mA / W            | 10 A/cm2            |
| Aluminate de baryum | 1300 K                        | 400 mA / W            | 4 A/cm2             |